# Тецканы
Тецканы, Тецкань (рум. Tețcani) — село в Бричанском районе Молдавии. Относится к сёлам, не образующим коммуну.

## История
Первое поселение в этой местности возникло в 1577 году. Оно находилось примерно в 3 км от нынешнего села, на возвышенности возле реки Прут. Первые поселенцы были из земель Руси. Во времена Екатерины II на окраины России, и в частности в Тецканы, были отправлены переселенцы для защиты границ. Затем в село пришли поселенцы из Карпат, спасавшиеся от непомерных налогов. Первые дома на месте нынешнего села начали строиться около речки. Село застраивалось по общему плану, ближе к реке. Государственный план застройки разрабатывался в уездном городе Хотине. По нему в селе предусматривалось 8 улиц, приезжие получали участок под застройку и приусадебное хозяйство площадью около 60 соток.

## География
Село Тецкань находится на севере Молдавии, в 1 км от границы с Румынией и 30 км от границы с Украиной.
Село расположено на высоте 146 метров над уровнем моря.

## Археология
У представителя катакомбной культуры из Тецкань была обнаружена митохондриальная гаплогруппа I1d, у представителя ямной культуры — митохондриальна гаплогруппа U4a1.

## Население
По данным переписи населения 2004 года, в селе Тецкань проживает 2776 человек (1333 мужчины, 1443 женщины).
Этнический состав села:
| Национальность | Число жителей | Процентный состав |
| -------------- | ------------- | ----------------- |
| украинцы       | 2525          | 90.96             |
| молдаване      | 211           | 7.6               |
| русские        | 27            | 0.97              |
| румыны         | 4             | 0.14              |
| гагаузы        | 4             | 0.14              |
| болгары        | 1             | 0.04              |
| прочие         | 4             | 0.14              |
| Всего          | 2776          | 100 %             |